# Direttore dello United States Secret Service
Il Direttore dello United States Secret Service è il capo del Secret Service ed è il responsabile delle operazioni dell'agenzia.
Il Secret Service è un'agenzia federale di polizia che fa parte del Dipartimento della Sicurezza Interna degli Stati Uniti. Esso è incaricato dal Congresso degli Stati Uniti di svolgere una duplice missione: salvaguardare l'infrastruttura finanziaria nazionale degli Stati Uniti e proteggere i leader della nazione.
Il direttore è nominato dal presidente degli Stati Uniti e presta servizio a discrezione del presidente e non è soggetto alla conferma del Senato. Il direttore risponde al Segretario della Sicurezza Interna e opera secondo le sue direttive generali. Prima del 1° marzo 2003, il Secret Service faceva parte del Dipartimento del Tesoro degli Stati Uniti.

## Direttori
| Nome                | Periodo di carica                  | Presidente degli Stati Uniti nominante |
| ------------------- | ---------------------------------- | -------------------------------------- |
| William P. Wood     | 5 luglio 1865 – 1869               | Andrew Johnson                         |
| Hiram C. Whitley    | 1869 – 1874                        | Ulysses S. Grant                       |
| Elmer Washburn      | 1874 – 1876                        | Ulysses S. Grant                       |
| James Brooks        | 1876 – 1888                        | Rutherford B. Hayes                    |
| John S. Bell        | 1888 – 1890                        | Grover Cleveland                       |
| Andrew L. Drummond  | 1891 – 1894                        | Benjamin Harrison                      |
| William P. Hazen    | 1894 - 1898                        | Grover Cleveland                       |
| John Wilkie         | 1898 - 1911                        | William McKinley                       |
| William J. Flynn    | 1912 - 1917                        | William Howard Taft                    |
| William H. Moran    | 1917 - 1936                        | Woodrow Wilson                         |
| Frank J. Wilson     | 1937 - 1946                        | Franklin D. Roosevelt                  |
| James J. Maloney    | 1946 - 1948                        | Harry Truman                           |
| U. E. Baughman      | 29 novembre 1948 - 31 agosto 1961  | Harry Truman                           |
| James Joseph Rowley | 1 settembre 1961 - ottobre 1973    | John F. Kennedy                        |
| H. Stuart Knight    | 7 novembre 1973 - 30 novembre 1981 | Richard Nixon                          |
| John Simpson        | 1981 - 1992                        | Ronald Reagan                          |
| John Magaw          | 1992 - 1993                        | George H. W. Bush                      |
| Eljay B. Bowron     | 7 dicembre 1993 - 2 aprile 1997    | Bill Clinton                           |
| Lewis C. Merletti   | 6 giugno 1997 - 3 marzo 1999       | Bill Clinton                           |
| Brian L. Stafford   | 4 marzo 1999 - 24 gennaio 2003     | Bill Clinton                           |
| W. Ralph Basham     | 27 gennaio 2003 - 30 maggio 2006   | George W. Bush                         |
| Mark J. Sullivan    | 31 maggio 2006 - 27 marzo 2013     | George W. Bush                         |
| Julia Pierson       | 27 marzo 2013 - 1° ottobre 2014    | Barack Obama                           |
| Joseph Clancy       | 1° ottobre 2014 - 4 marzo 2017     | Barack Obama                           |
| Randolph Alles      | 25 aprile 2017 - 1° maggio 2019    | Donald Trump                           |
| James M. Murray     | 1° maggio 2019 - 22 settembre 2022 | Donald Trump                           |
| Kimberly Cheatle    | 17 settembre 2022 - 23 luglio 2024 | Joe Biden                              |
| Sean M. Curran      | 22 gennaio 2025 - in carica        | Donald Trump                           |